# Eino Penttilä
Eino Penttilä (Joutseno, 27 agosto 1906 – Pori, 24 novembre 1982) è stato un giavellottista finlandese.

## Palmarès

### Olimpiadi
- Bronzo a Los Angeles 1932 nel lancio del giavellotto.